# Wedge Tomb von Knocknagoun

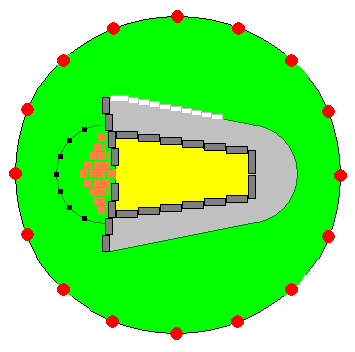
Prinzipskizze Wedge Tomb am Beispiel von Island

Das Wedge Tomb von Knocknagoun liegt an einem Südosthang des Knocknagoun Mountain mit Blick auf das Becken des Dripsey oder Muddy River, im Townland Knocknagoun (irisch Cnoc na nGabhann, „Hügel der Schmiede“) nördlich des Dorfes Rylane und nördlich von Macroom im County Cork in Irland. Wedge Tombs (deutsch „Keilgräber“), früher auch „wedge-shaped gallery grave“ genannt, sind ganglose, mehrheitlich ungegliederte Megalithanlagen der späten Jungsteinzeit und der frühen Bronzezeit und neben Court-, Portal und Passage Tombs typisch für die Westhälfte Irlands.

## Beschreibung
Das niedrige Grab hat eine etwa 210 cm lange, am Ostende geschlossene Galerie, die von zwei Decksteinen bedeckt wird. Der größere ist etwa 2,0 m lang und überlappt den kleineren. Sie ruhen auf 6 Tragsteinen und dem Endstein. Außen gibt es noch einige Hinweise auf den ehemaligen Cairn, der es bis zum Ende des 19. Jahrhunderts komplett bedeckte. Es gab mehrere Versuche, das Grab zu zerstören.